# Phygadeuon ovaliformis
Phygadeuon ovaliformis är en stekelart som beskrevs av Dalla Torre 1901. Phygadeuon ovaliformis ingår i släktet Phygadeuon och familjen brokparasitsteklar. Arten är reproducerande i Sverige. Utöver nominatformen finns också underarten P. o. meridionator.